# 문진승
문진승(1986년 5월 14일 ~ )은 대한민국의 배우이다.

## 출연작

### 영화
- 《동화지만 청불입니다》 (2025년) - 희민 역
- 《오늘부터 1일》 (2024년)
- 《선샤인 문》 (2019년)
- 《불청객》 (2017년) - 정호 역

### 드라마
- 《악인전기》 (2023년, ENA) - 허양호 역
- 《커튼콜》 (2022년, KBS2) - 기현 역
- 《모범가족》 (2022년, Netflix)
- 《달이 뜨는 강》 (2021년, KBS2) - 마태모 역
- 《특별근로감독관 조장풍》 (2019년, MBC)
- 《스케치》 (2018년, JTBC)

### 뮤직비디오
- 소란 - 기적

### 광고
- KB금융그룹  - 세상을 바꾸는 금융편